# Didagur, Honnali
Didagur là một làng thuộc tehsil Honnali, huyện Davanagere, bang Karnataka, Ấn Độ.